# Eurycarenus lanatus
Eurycarenus lanatus är en tvåvingeart som beskrevs av Wray Merrill Bowden 1964. Eurycarenus lanatus ingår i släktet Eurycarenus och familjen svävflugor.
Artens utbredningsområde är Ghana. Inga underarter finns listade i Catalogue of Life.